# Charles de Culant
 (octobre 2008).
Si vous disposez d'ouvrages ou d'articles de référence ou si vous connaissez des sites web de qualité traitant du thème abordé ici, merci de compléter l'article en donnant les références utiles à sa vérifiabilité et en les liant à la section « Notes et références ».
Charles de Culant est un aristocrate français qui fut Grand Maître de l'Hôtel de France, il meurt en juin 1460. C'est aussi le frère de Philippe de Culant, maréchal de France.

## Biographie
Il participa à la reconquête de la Normandie (1449-1450). En mars 1451, il sera une des victimes du procès de Jacques Cœur. Il fut accusé d'avoir détourné à son profit la solde des gens d'armes. Sur les comptes, il mentionna la solde des francs archers alors qu'il s'agissait d'écuyers, la différence de cette solde finit dans sa poche. Il aurait, quelque temps plus tôt, ourdi un complot contre son oncle paternel l'amiral Louis de Culant (1360–1444). Ses offices lui furent supprimés.
Il épouse vers 1430 Belle-Assez de Sully (+ ~1453) Dame de Cluis-Dessus, Bouesse et Magnac.

## Sources
- Charles VII de Georges Minois
- Nouvelle Histoire du Berry de Félix Pallet, tome III
- Plaque généalogique "Sully"